# Hideo Itokawa
Hideo Itokawa (糸川 英夫, Itokawa Hideo, 20 de juliol de 1912 - 21 de febrer de 1999) va ser un enginyer aeronàutic i enginyer metge japonès, pioner de la coeteria al seu país. Conegut popularment com "Doctor Coet", és descrit pels mitjans com "El pare de el programa espacial japonès".
Posseeix un asteroide anomenat en el seu honor (25143) Itokawa, que va ser visitat per la sonda Hayabusa.

## Biografia
Nascut a Tòquio, Itokawa va ometre certes parts de l'escola, i es va graduar com a enginyer aeronàutic per la Universitat de Tòquio el 1935 als 23 anys. El 1941 es va convertir en professor ajudant d'aquesta universitat. Durant la Segona Guerra Mundial, va treballar per a la Companyia Aeronàutica Nakajima on va ser el dissenyador del caça Hayabusa i el desenvolupament d'avions de reacció basats en l'intercanvi amb l'Alemanya nazi obtinguts mitjançant les missions Yanagi.
Pel 1948, ja s'havia convertit professor emèrit de l'Institut de la Ciència Industrial de la Universitat Tòquio. El 1955, Itokawa treballà en el projecte coet "Pencil" per al programa espacial japonès. El 1967 es va retirar del seu càrrec a la universitat i va crear un institut. Dotat d'una notable intel·lectualitat polifacètica també es va interessar en l'enginyeria mèdica,
Itokawa va escriure 49 llibres, molts dels quals van ser best-sellers. Entre les seues aficions es trobaven esports com el bàsquet, el beisbol i la natació. Així com els arranjaments orquestrals i d'instruments com el violoncel, acordió, orgue, piano, violí i el taishōgoto (un instrument inventat al Japó). Ell també estava interessat en Twirling, les ones cerebrals, assajos en anglès, Mah Jong, la filosofia, la coheteria i novel·les.